# Sweat of the brow

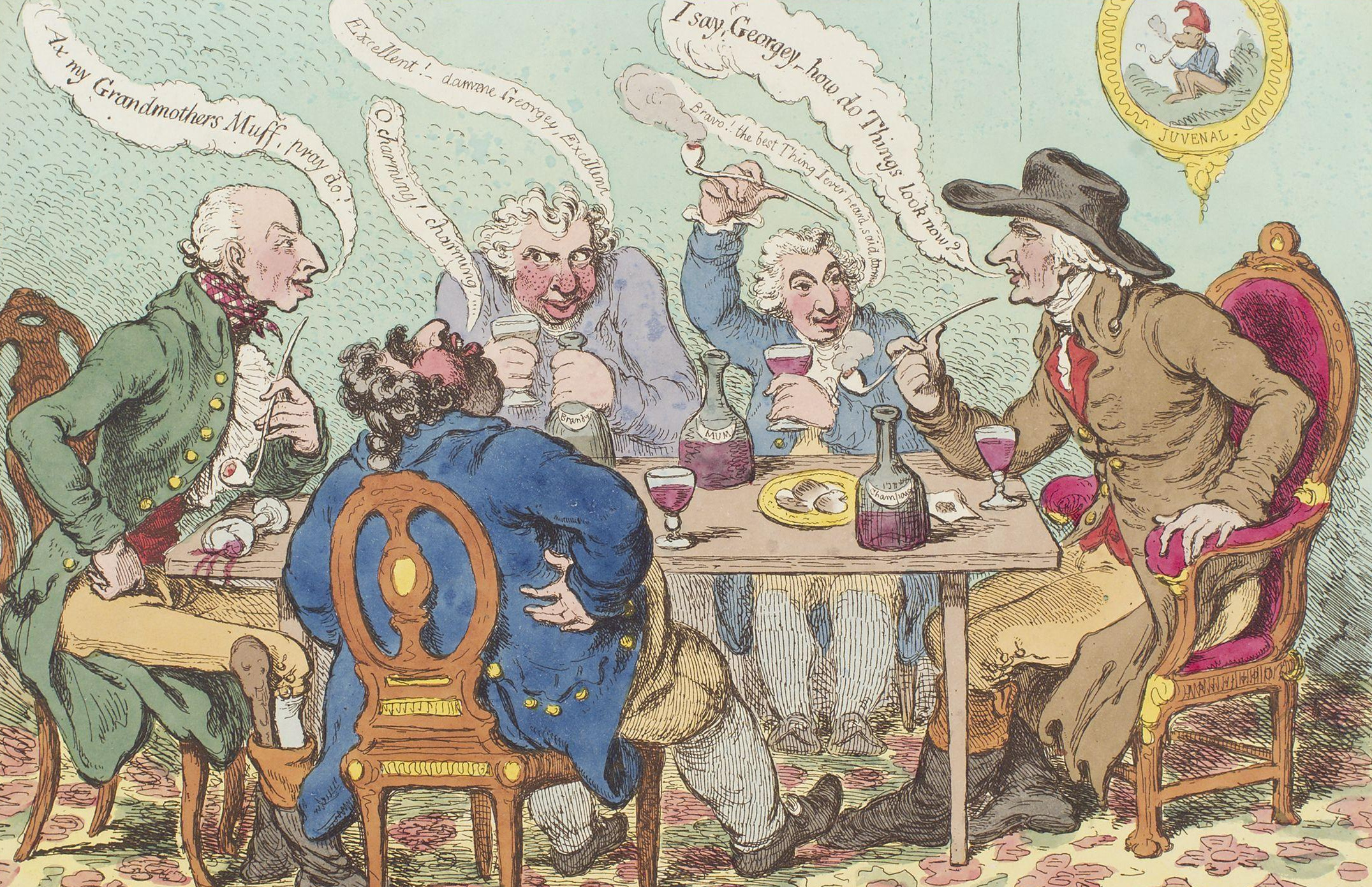
Como James Gillray, o artista desta gravura de 1797, morreu em 1815, suas obras estão em domínio público em todo o mundo. No entanto, sob a doutrina do "suor da testa", novas reivindicações de direitos autorais podem ser feitas sobre reproduções mecânicas da gravura, devido à habilidade e trabalho envolvidos na reprodução.

Sweat of the brow é uma doutrina jurídica de propriedade intelectual que está principalmente relacionada à lei de direitos autorais. De acordo com essa doutrina, um autor adquire direitos por meio de simples esforço durante a criação de uma obra, como um banco de dados ou um diretório. Criatividade substancial ou "originalidade" não é necessária.
Sob a doutrina do "suor do rosto", o criador de uma obra, mesmo que seja completamente sem originalidade, tem o direito de ter esse esforço e despesa protegidos; ninguém mais pode usar tal obra sem permissão, mas pode recriar a obra por pesquisa ou esforço independente. O exemplo clássico é uma lista telefônica. Em uma jurisdição que aplica essa doutrina, tal diretório não pode ser copiado, mas, em vez disso, um concorrente deve coletar as informações de forma independente para emitir uma obra semelhante. Essa mesma regra geralmente se aplica a bancos de dados e listas de fatos.
De acordo com a Diretiva de Bancos de Dados 96/9/EC, os estados membros da UE são obrigados a conferir proteção conhecida como direito de banco de dados em bancos de dados não originais, ou seja, naqueles que não incorporam criatividade, mas são consequência de investimento substancial (financeiro, trabalhista etc.).

## Etimologia
A expressão idiomática em inglês "sweat of one's brow" se refere ao esforço despendido no trabalho e ao valor criado por ele. A frase é populamente usada em traduções para o inglês de Gênesis 3:19. A doutrina do direito leva o nome dessa expressão.

## Por território

### Estados Unidos
Os Estados Unidos rejeitaram essa doutrina no caso de 1991 da Suprema Corte dos Estados Unidos, Feist Publications v. Rural Telephone Service; até então, havia sido mantida em vários casos de direitos autorais nos Estados Unidos.
Sob a decisão de Feist nos EUA, meras coleções de fatos são consideradas não originais e, portanto, não protegidas por direitos autorais, não importa quanto trabalho tenha sido feito para reuni-las. A disposição e apresentação de uma coleção pode ser original, mas não se for "simples e óbvia", como uma lista em ordem alfabética ou cronológica.

### Reino Unido
De acordo com a Lei de Direitos Autorais, Designs e Patentes de 1988 (CDPA), para que os direitos autorais subsistam em uma obra, essa obra deve ser original. No entanto, os tribunais não adotaram uma leitura literal desse requisito. Por mais de cem anos os tribunais ingleses sustentaram que um gasto significativo de mão-de-obra é suficiente. A consequência disso é que, se A fizer uma obra na qual subsistem os direitos autorais e B subsequentemente acrescentar sua habilidade, julgamento e trabalho, alterando a forma da obra de A, B terá potencialmente direitos autorais sobre a obra que produz. Isso sugere que o copyright não é sobre proteger ideias, porque pode-se adquirir um copyright gastando habilidade, trabalho e julgamento, mas sem criatividade ou inventividade.
No entanto, em março de 2012, um caso foi levado ao Tribunal Europeu de Justiça, no qual a empresa Football DataCo alegou violação de direitos autorais sobre sites que reproduziam programações de jogos de várias grandes ligas de futebol. A Football DataCo afirmou que essas programações eram obras protegidas por direitos autorais devido à habilidade e trabalho envolvidos em sua preparação, e que a empresa recebeu direitos exclusivos para licenciar sua reprodução. Com base em sua interpretação da lei britânica, o tribunal rejeitou a noção de que o trabalho e a habilidade eram suficientes para conceder proteção a uma obra, uma vez que "a menos que os procedimentos para criar as listas em questão descritos pelo tribunal nacional sejam complementados por elementos que reflitam a originalidade na seleção ou disposição dos dados contidos nessas listas, eles não são suficientes para que essas listas sejam protegidas pelos direitos autorais previstos na diretiva".
Em uma advertência de direitos autorais sobre "imagens digitais, fotografias e a internet" atualizado pela última vez em novembro de 2015, o Escritório de Propriedade Intelectual do Reino Unido afirmou que as reproduções digitais de imagens de domínio público não são protegidas por direitos autorais, argumentando que "de acordo com o Tribunal de Justiça da União Europeia, que tem efeito na lei do Reino Unido, os direitos autorais só podem subsistir em matéria original no sentido de que é a própria "criação intelectual" do autor. Dado este critério, parece improvável que o que é meramente uma imagem retocada e digitalizada de uma obra mais antiga possa ser considerada como 'original'."

#### Exemplos
Em Walter v Lane (1900) (pré-CDPA), repórteres taquigrafaram um discurso, pontuaram-no, etc. e publicaram-no no jornal The Times. O tribunal considerou que os repórteres eram os autores do discurso publicado e, como tal, detinham os direitos autorais dos discursos publicados, devido à considerável habilidade, trabalho e julgamento que exerciam.
Em University of London Press Ltd v University Tutorial Press Ltd (1916), surgiu a questão de saber se certas provas de matemática eram obras literárias originais. Os papéis do exame consistiam apenas em problemas de matemática convencionais de maneira convencional. O tribunal considerou que a originalidade não significa que a obra deva ser uma expressão do pensamento individual. O simples fato de os autores se basearem em um corpo de conhecimento comum aos matemáticos não comprometeu a originalidade. A exigência de originalidade, afirmou-se, não exige que a expressão esteja em uma forma original ou nova. No entanto, exige que a obra não seja copiada de outra obra. Deve originar-se do autor. Como tal, embora esses fossem os mesmos velhos problemas de matemática com os quais todos os alunos estão familiarizados, e mesmo que não houvesse contribuição criativa, a habilidade, o trabalho e o julgamento dos autores foram suficientes para tornar os artigos obras literárias originais.
Em Cummins v Bond (1927), uma médium em transe alegou ter escrito o que os espíritos lhe disseram, por meio de um processo de escrita automática. No tribunal, ela aceitou que não era a autora criativa da escrita. A entrada criativa, presumivelmente, veio dos espíritos. No entanto, o tribunal considerou que ela havia exercido trabalho e habilidade suficientes para traduzir e transcrever o que os espíritos lhe disseram, então ela tinha os direitos autorais da obra literária resultante.[carece de fontes?]
Em 2013, o Ministry of Sound processou o serviço de streaming de música por assinatura Spotify por listas de reprodução criadas por usuários que imitam as listas de faixas de suas coletâneas musicais, alegando que eles infringiram os direitos autorais dos próprios álbuns devido à habilidade e esforço em sua criação. As partes chegaram a um acordo em 2014 sem ir a julgamento.

### Alemanha
Antes de 2021, a lei alemã concedia direitos autorais auxiliares (Leistungsschutzrecht) devido ao esforço envolvido na produção ou exploração de obras criativas. Em 2016, um tribunal regional em Berlim decidiu que as versões digitalizadas de pinturas de domínio público tinham direito a novos direitos autorais devido ao esforço e experiência necessários para criar as reproduções. O caso foi recorrido. Em 2018, um tribunal manteve a decisão de que as pinturas digitalizadas de domínio público tinham direito a novos direitos autorais. Em 2021, a Alemanha implementou o Artigo 14 da Diretiva sobre Direitos Autorais no Mercado Único Digital. A lei de implementação da Alemanha especifica que reproduções de obras visuais em domínio público não são protegidas por direitos autorais ou direitos conexos.

### União Europeia
Em 2019, a União Europeia adotou a Diretiva sobre Direitos Autorais no Mercado Único Digital. O artigo 14.º da diretiva estabelece que as reproduções de obras de artes visuais que se encontrem no domínio público não podem estar sujeitas a direitos de autor ou direitos conexos, exceto se a reprodução for uma obra criativa original.

### Israel
A lei israelense exige que um trabalho exiba algum grau de originalidade para ser protegido por direitos autorais. Em outras palavras, a lei israelense não subscreve a doutrina do "suor do rosto". No entanto, a quantidade de originalidade exigida é mínima e a transliteração ou interpretação de um artefato é protegida por direitos autorais.